# 舍讷雷耶 (上卢瓦尔省)
舍讷雷耶（法語：Chenereilles，法語發音：[ʃənəʁɛj]）是法国上卢瓦尔省的一个市镇，位于该省东部，属于伊桑若区。

## 地理
舍讷雷耶（45°8'0"N, 4°15'7"E）面积14.42 平方千米，位于法国奥弗涅-罗讷-阿尔卑斯大区上盧瓦爾省，该省份为法国中南部省份，北起多姆山省和卢瓦尔省，西接康塔爾省，南至洛泽尔省，东临阿尔代什省。
与舍讷雷耶接壤的市镇（或旧市镇、城区）包括：拉普特、圣热尔、唐斯。

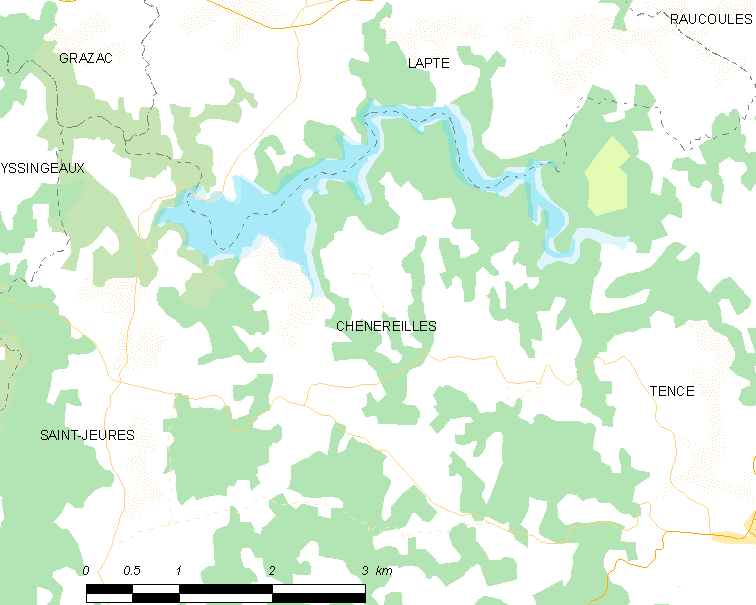
的OSM定位图

舍讷雷耶的时区为UTC+01:00、UTC+02:00（夏令时）。

## 行政
舍讷雷耶的邮政编码为43190，INSEE市镇编码为43069。

## 政治
舍讷雷耶所属的省级选区为布蒂耶尔县。

## 人口

1962-2008年间人口变化图示

舍讷雷耶于2022年1月1日时的人口数量为291人。